# 貉龍君
貉龍君（らくりゅうくん、ラク・ロン・クァン、ベトナム語：Lạc Long Quân / 貉龍君）は、ベトナムの伝説的な帝王（在位：前2793年? - 前2524年?）。諱は崇纜（スン・ラム、ベトナム語：Sùng Lãm / 崇纜）。

## 伝承

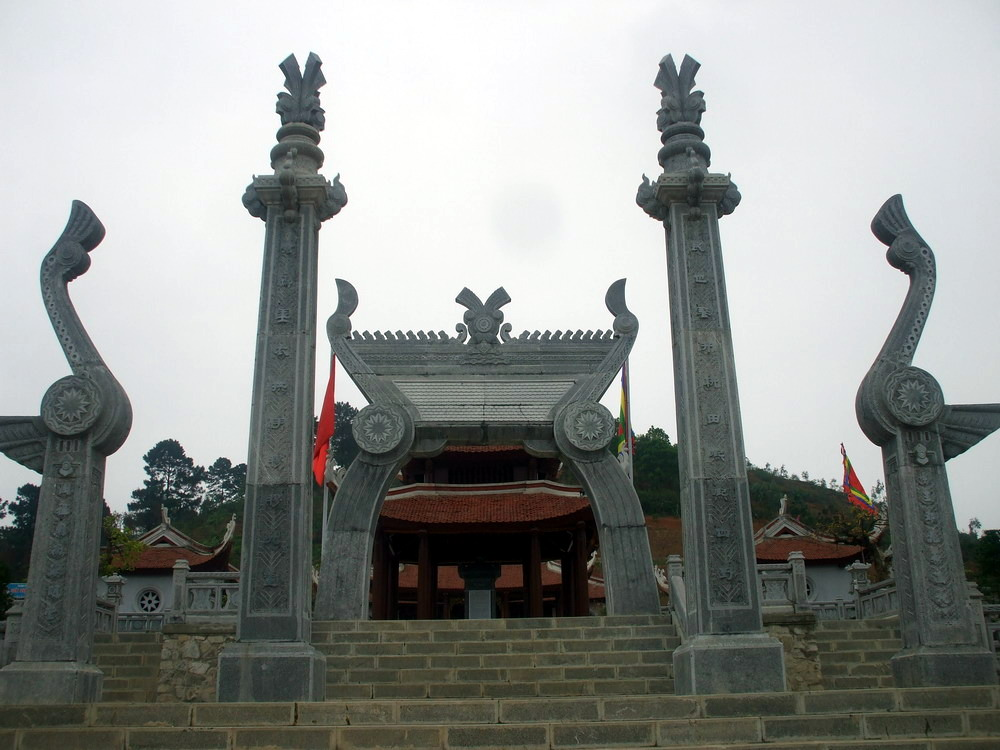
貉龍君の廟邸（フート省ヴィエットチー）

涇陽王と神龍女との間に生まれ、赤鬼国王の位を嗣いだ。帝来の娘の嫗姫を妻とし、百人の男の子を生んだ。この男の子たちが百越の祖先となったとされる。魚の魔物を、その大口に金属を投げ入れることで殺し、人を狩っていた九尾の狐を雷で、邪悪な樹木の精を斧を用いて退治している。ある日、貉龍君は嫗姫に「私は龍種で、お前は仙種だ。我々は水火のように相容れない。同居を続けるのは難しいだろう」と言った。そこで50人の男の子が母について山中の峰州に入り、残りの50人の男の子は貉龍君と共に南海に残った。長男が王位を嗣いで雄王と号し（雄麟王）、ベトナム史上最初の王朝とされる文郎国を建国した。